# 벨벳나무타기쥐
벨벳나무타기쥐(Dendroprionomys rousseloti)는 붉은숲쥐과에 속하는 설치류의 일종이다. 벨벳나무타기쥐속(Dendroprionomys)의 유일종이다. 콩고공화국에서만 발견된다.